# محاري ايرنغي
محاري ايرنغي (الاسم العلمي: Pleurotus eryngii) هو نوع من الفطريات يتبع جنس المحاري من فصيلة المحارية